# Are You Man Enough
Az Are You Man Enough című kislemez a német-holland származású C.C.Catch 3. stúdióalbumának a Like a Hurricane első kimásolt dala, mely megjelent 7 és 12-es lemezen, valamint maxi CD-n is. A dal producere Dieter Bohlen volt. A 12-es lemezen a dal hosszabb 12-es verziója szerepel, míg a kislemezen a rádió változat kapott helyet.

## Tracklista
12 Maxi
Spanyol kiadás (Ariola 3A 609006)
1. "Are You Man Enough" (12 Version) - 6:03
2. "V.I.P. (They Are Callin' Me Tonight)" - 3:27
3. "Are You Man Enough" (Radio Version) - 3:37

CD Maxi
Német kiadás (Hansa 659 006)
1. "Are You Man Enough" (Long Version - Muscle Mix) - 6:04
2. "Are You Man Enough" (Instrumental) - 3:37
3. "Are You Man Enough" (Radio Version) - 3:37
4. "V.I.P. (They Are Callin' Me Tonight)" - 3:27

## Slágerlista
| Slágerlista(1987) | Legmagasabb helyezés |
| ----------------- | -------------------- |
| Németország       | 20                   |
| Svájc             | 28                   |
| Spanyolország     | 28                   |

## Külső hivatkozások
- Dalszöveg Are You Man Enough[6]
- Dalszöveg V.I.P. (They Are Callin' Me Tonight)[7]